# Kristine Breistøl
Kristine Breistøl (Oslo, 23 de agosto de 1993) es una jugadora de balonmano noruega que juega de lateral izquierdo en el Team Esbjerg. Es internacional con la selección femenina de balonmano de Noruega.

## Palmarés

### Selección noruega
| Juegos Olímpicos   | Juegos Olímpicos                            | Juegos Olímpicos  | Juegos Olímpicos |
| Año                | Lugar                                       | Medalla           |                  |
| ------------------ | ------------------------------------------- | ----------------- | ---------------- |
| 2020               | Tokio                                       | Medalla de bronce |                  |
| 2024               | París                                       | Medalla de oro    |                  |
| Campeonato Mundial |                                             |                   |                  |
| Año                | Lugar                                       | Medalla           |                  |
| 2021               | España                                      | Medalla de oro    |                  |
| Campeonato Europeo |                                             |                   |                  |
| Año                | Lugar                                       | Medalla           |                  |
| 2020               | Dinamarca                                   | Medalla de oro    |                  |
| 2022               | Eslovenia, Macedonia del Norte y Montenegro | Medalla de oro    |                  |

### Larvik HK
- Liga de Noruega de balonmano femenino (4): 2013, 2014, 2015, 2016
- Liga de Noruega de balonmano femenino (4): 2013, 2014, 2015, 2016

### Team Esbjerg
- Liga de Dinamarca (3): 2019, 2020, 2023
- Copa de Dinamarca (2): 2021, 2022
- Copa EHF femenina (1): 2019

### Győri ETO KC
- Champions League (1): 2025[2]

## Clubes
| Club           | País      | Año         |
| -------------- | --------- | ----------- |
| Bækkelagets SK | Noruega   | 2009 - 2012 |
| Larvik HK      | Noruega   | 2012 - 2018 |
| Team Esbjerg   | Dinamarca | 2018 - 2024 |
| Győri ETO KC   | Hungría   | 2024 - Act. |